# دونالد إي. ستيوارت
دونالد إي. ستيوارت (بالإنجليزية: Donald E. Stewart)‏ هو كاتب سيناريو وصحفي أمريكي، ولد في 24 يناير 1930 في ديترويت في الولايات المتحدة، وتوفي في 28 أبريل 1999 في لوس أنجلوس في الولايات المتحدة بسبب سرطان.

## وصلات خارجية
- دونالد إي. ستيوارت على موقع IMDb (الإنجليزية)
- دونالد إي. ستيوارت على موقع قاعدة بيانات الفيلم (الإنجليزية)